# Banco Islámico de Desarrollo

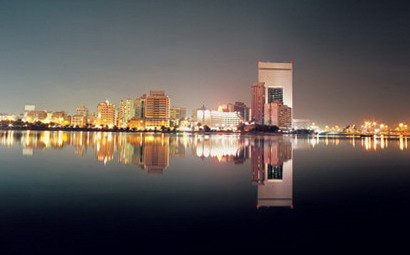
Vista de Yeda, Arabia Saudita, donde tiene su sede el Banco Islámico de Desarrollo.

El Banco Islámico de Desarrollo (en inglés: Islamic Development Bank) es una institución de financiación multilateral para el desarrollo, cuya sede central se encuentra en Yeda, Arabia Saudita, participada únicamente por Estados soberanos.
Fue fundada durante la primera conferencia de Ministros de Finanzas de la Organización de la Conferencia Islámica (OCI), celebrada 18 de diciembre de 1973. El banco inició oficialmente sus actividades el 20 de octubre de 1975. Los principales accionistas del banco son, por orden de mayor aportación: Arabia Saudita, Kuwait, Libia, Turquía, Emiratos Árabes Unidos, Irán, Egipto, Indonesia y Pakistán.
Los fines de la entidad son participar en el capital social y en la concesión de préstamos para proyectos productivos e iniciativas empresariales, además de proporcionar asistencia financiera a los países miembros. El Banco Islámico de Desarrollo trata de fomentar el desarrollo económico y el progreso social de los países miembros y las comunidades musulmanas en países no miembros a título individual, así como conjuntamente, de conformidad con los principios de la Sharia o de la jurisprudencia islámica.
Está autorizado a aceptar depósitos y puede movilizar recursos financieros siempre que respete los principios de la banca islámica, lo que incluye líneas de financiación, préstamos y operaciones de leasing en general. También se encarga de la responsabilidad de prestar asistencia en la promoción del comercio exterior, especialmente en bienes de capital, entre los países miembros, proporcionar asistencia técnica a los países miembros, y la ampliación de los servicios de capacitación para el personal que participa en las actividades de desarrollo en los países musulmanes para que se ajusten a la Sharia.
La Corporación Islámica para el Desarrollo del Sector Privado (ICD por sus siglas en inglés) forma parte del Grupo Banco Islámico de Desarrollo, lo mismo que la Corporación Financiera Internacional forma parte del Grupo Banco Mundial, o la Corporación Interamericana de Inversiones (también conocida como BID Invest) forma parte del Grupo Banco Interamericano de Desarrollo. La ICD fomenta el desarrollo sostenible en sus países miembros a través de la financiación a las inversiones del sector privado, la movilización de capitales en los mercados financieros internacionales y los servicios de asesoría a empresas y gobiernos.

## Operación
El objetivo del Banco es estimular el desarrollo económico y el progreso social de los países miembros y de las comunidades musulmanas, tanto individual como conjuntamente, de acuerdo con los principios de las finanzas islámicas. El BID se dirige a los sectores de la ciencia y la tecnología, la economía islámica, la banca y las finanzas. El grupo tiene 3 objetivos:
1. promoción de las instituciones islámicas;
2. Alivio de la pobreza;
3. cooperación entre los países miembros.

El Banco participa, mediante inyección de capital o préstamo, en proyectos empresariales y proporciona ayuda financiera a los países miembros para su desarrollo económico y social. El Banco gestiona fondos especiales, incluido un fondo para ayudar a las comunidades musulmanas de países no miembros. Está autorizada a aceptar depósitos y movilizar recursos financieros de acuerdo con la Shari'ah. El BID también pretende promover las exportaciones de sus países miembros, donde la tasa de integración de los productos es del 40% o más.
El banco actúa como intermediario financiero que se ocupa del arrendamiento financiero, las transacciones entre bancos islámicos, los fondos de inversión y los seguros. Se dirige a proyectos de infraestructura (Fondo de Infraestructura del BID) como electricidad, suministro de agua, transporte y telecomunicaciones, así como a proyectos industriales, agroindustriales y otros de gran importancia económica.
El BID no cobra intereses en sus operaciones de financiación. La mayor parte de sus ingresos proceden de operaciones de leasing, venta a plazos y financiación comercial, a las que se aplica una tasa de rendimiento, de acuerdo con los principios de la shari'ah.

## Capital
El capital autorizado del banco hasta finales de 1412 d. H. (junio de 1992 d. C.) era de dos mil millones de dinares islámicos (el dinar islámico es una unidad contable del banco equivalente a una de las unidades de derechos especiales de giro del Fondo Monetario Internacional). En Muharram 1413 AH (julio de 1992 dC), el capital del banco aumentó, por decisión de la Junta de Gobernadores, a 6 mil millones de dinares islámicos. El capital emitido por el banco se elevó a 4.100 millones de dinares islámicos. En 1422 AH, el capital autorizado del banco aumentó a 15.000 millones de dinares islámicos y el capital emitido a 8.100 millones de dinares islámicos. Esto incluye el capital suscrito de 7.900 millones de dinares islámicos, que a su vez incluye el capital a pagar de 5.200 millones de dinares islámicos. El capital desembolsado ascendió a 2.700 millones de dinares islámicos a fines de 1426 AH. 
Sobre la base de la directiva emitida por la Tercera Sesión Extraordinaria de la Cumbre de la Organización de la Conferencia Islámica, que se celebró en Makkah Al-Mukarramah los días 7 y 8 de diciembre de 2005, en la que se solicitó un aumento significativo del capital del Banco Islámico de Desarrollo para permitirle mejorar su papel en la prestación de apoyo financiero y asistencia técnica a sus países miembros, la 31.ª reunión anual de la Junta de Gobernadores del Banco emitió su resolución n.º 6 - 427 el 4 Jumada al-Awwal 1427 AH ( 31 de mayo de 2006 d. C.) aumentando el capital autorizado del banco en (15) mil millones de dinares islámicos para convertido en (30) mil millones de dinares islámicos, y suscrito por (6,9) mil millones de dinares islámicos, convirtiéndose en (15) mil millones de dinares islámicos. El valor del dinar islámico, que es la unidad de contabilidad del banco, es uno de los derechos especiales de giro del Fondo Monetario Internacional. En la Cumbre Árabe de 2018 celebrada en Dhahran , Arabia Saudita asignó $150 millones para apoyar las dotaciones islámicas en Jerusalén y eligió el Desarrollo Banco para gestionarlo

## Críticas
El Dr. Ali había declarado anteriormente que el BID estaba a cargo de la financiación del Fondo de la Intifada de Al-Quds y del Fondo de Al-Aqsa, ambos establecidos durante una cumbre árabe celebrada en El Cairo en octubre de 2000. Según el comunicado final de la cumbre, "el Fondo de la Intifada de Al-Quds tendrá un capital de 200 millones de dólares que se asignará para su desembolso a las familias de los mártires palestinos caídos en la Intifada"
Según un cable del Departamento de Estado de EE UU enviado en 2007 y posteriormente publicado por Wikileaks, una investigación del Departamento de Estado no encontró "pruebas suficientes para corroborar las acusaciones israelíes y de la prensa sobre los vínculos del BID con el terrorismo". Sin embargo, según NGO Monitor, una ONG proisraelí con sede en Jerusalén, el Banco Islámico de Desarrollo es uno de los principales contribuyentes de Islamic Relief Worldwide, una organización que algunos consideran que apoya el terrorismo y el extremismo. Por ejemplo, los Emiratos Árabes Unidos incluyeron a Islamic Relief Worldwide en la lista de organizaciones terroristas en 2014. Sin embargo, el gobierno británico emprendió una investigación nacional sobre el asunto a petición del gobierno de los EAU y el informe final absolvió a la organización benéfica internacional. Ni el Banco Islámico de Desarrollo ni la organización Islamic Relief Worldwide han sido nunca designados como entidad terrorista o como organización que financia el terrorismo por la ONU o el gobierno estadounidense.

## Controversias
El Banco Islámico de Desarrollo (BID), como muchas grandes instituciones financieras internacionales, ha enfrentado diversas críticas y acusaciones a lo largo de sus operaciones, especialmente en relación con sus actividades y políticas durante las décadas de 2010 y 2020. 
Acusaciones de apoyo a proyectos controvertidos
El BID ha sido criticado por financiar proyectos en países o sectores donde se han planteado preocupaciones sobre los derechos humanos o el medio ambiente. Por ejemplo, parte de su financiación en países con regímenes autoritarios o con bajos estándares en derechos humanos ha llevado a acusaciones de apoyo indirecto a gobiernos represivos. Los críticos argumentan que tales inversiones no se alinean con los valores éticos y humanitarios que el BID afirma promover.
El BID ha estado involucrado en la financiación de proyectos relacionados con la energía (particularmente los combustibles fósiles) y la infraestructura, que han tenido impactos medioambientales negativos. Algunos grupos de defensa del medio ambiente argumentan que el Banco no ha considerado suficientemente las consecuencias ecológicas a largo plazo de sus proyectos, especialmente en cuanto a la deforestación, el uso del agua y las emisiones de carbono.
Se ha alegado que algunos de los proyectos de infraestructura financiados por el BID, como grandes represas y sistemas de transporte, han provocado el desplazamiento de comunidades locales. Estos proyectos, aunque a menudo destinados a estimular el crecimiento económico, han estado vinculados en ocasiones a disturbios sociales y al desplazamiento de poblaciones vulnerables.
Énfasis en infraestructura y crecimiento económico sobre bienestar social
Otra crítica recurrente ha sido el énfasis del BID en proyectos de infraestructura a gran escala, que los críticos argumentan que priorizan el crecimiento económico en lugar de abordar problemas sociales más profundos, como la reducción de la pobreza, la educación y la atención sanitaria. Si bien estos proyectos de infraestructura pueden contribuir al desarrollo económico, ha habido preocupaciones de que a veces no logran satisfacer las necesidades urgentes de las poblaciones más vulnerables en los países miembros.
Los críticos han argumentado que el BID podría centrarse más en programas sociales y menos en proyectos de infraestructura a gran escala. Por ejemplo, aunque el BID financia diversas iniciativas en educación y salud, se le ha acusado de no asignar suficientes recursos para abordar las necesidades sociales y de salud más urgentes en algunos de los países más pobres.
Falta de transparencia y rendición de cuentas
El BID ha sido criticado por una percepción de falta de transparencia y rendición de cuentas en sus operaciones. Algunos críticos argumentan que los procesos de toma de decisiones del Banco sobre qué proyectos financiar no son lo suficientemente transparentes y no siempre incluyen la debida consulta pública. También se han planteado que las estructuras de gobernanza del BID son a veces opacas y que sus transacciones financieras y asociaciones no se divulgan al público de manera oportuna y detallada.
Varios críticos señalan que los mecanismos de rendición de cuentas del Banco, como las auditorías internas y las consultas públicas, no son lo suficientemente sólidos para garantizar una distribución equitativa y justa de los fondos. Argumentan que, sin estos mecanismos, es difícil evaluar el verdadero impacto de sus iniciativas, especialmente en países donde la corrupción y la mala gestión pueden ser problemáticas.
Financiamiento de conflictos e intervenciones políticas
En ocasiones, el BID ha sido acusado de financiar proyectos en zonas de conflicto o regiones donde su financiamiento podría verse como un apoyo a objetivos políticos o militares. Por ejemplo, algunos críticos han cuestionado el papel del BID en la financiación de esfuerzos de reconstrucción en regiones afectadas por conflictos, como Siria o Yemen, sin tener suficientemente en cuenta las dinámicas políticas de esas regiones.
En algunos casos, las políticas o proyectos del Banco han sido percibidos como alineados con los intereses políticos o estratégicos de ciertos Estados miembros, particularmente los países más ricos del Consejo de Cooperación del Golfo (CCG), que son grandes contribuyentes a los recursos del Banco. Esto ha llevado a acusaciones de que las actividades del BID están a veces influenciadas por consideraciones geopolíticas, lo que socava su objetivo de servir de manera equitativa a todos los estados miembros.
Críticas a las iniciativas de igualdad de género
Aunque el BID ha sido elogiado por sus esfuerzos de apoyo a las mujeres a través de programas educativos y de salud, también ha enfrentado críticas por no hacer lo suficiente para abordar la desigualdad de género de manera más integral. Algunos críticos argumentan que, si bien el BID apoya programas específicos para mujeres y niñas, no ha tomado suficientes medidas para abordar las barreras sistémicas a la igualdad de género, particularmente en ciertos países miembros conservadores.
A pesar de los esfuerzos en áreas como la salud materna y la educación, los críticos sostienen que las iniciativas del BID a menudo han sido insuficientes para desafiar las normas de género arraigadas y empoderar a las mujeres en regiones donde las restricciones culturales y legales siguen limitando sus oportunidades. Además, ha habido preocupaciones de que algunos programas relacionados con el género no lleguen a las mujeres más marginadas, especialmente en áreas rurales o afectadas por conflictos.
Impacto de la respuesta ante la pandemia
La pandemia de COVID-19 exacerbó los desafíos enfrentados por muchos países en desarrollo, y la respuesta del BID ante la crisis ha sido mixta. Si bien el Banco asignó recursos significativos para mitigar los efectos de la pandemia, se han hecho acusaciones de que el apoyo financiero no siempre fue dirigido de manera efectiva y que algunos de sus mecanismos de financiamiento fueron demasiado lentos o burocráticos para abordar las necesidades urgentes de sus países miembros.
Algunos países y sectores supuestamente enfrentaron retrasos en la recepción de apoyo. Además, hubo críticas sobre la asignación de recursos y la distribución de vacunas, con los críticos argumentando que algunas naciones, especialmente aquellas con economías más débiles o menos poder político, recibieron menos ayuda.

## Sectores financiados por el banco
Se ha puesto en marcha la primera plataforma electrónica para el mundo en desarrollo que busca conectar las innovaciones con los mercados y las finanzas. Esta plataforma se llama Engage. Para garantizar que se creen oportunidades para innovadores, empresas emergentes e instituciones, el Banco Islámico de Desarrollo lanzó el Fondo de Transformación en paralelo con Engage. El fondo costó unos 500 millones de dólares y es uno de los fondos más grandes que buscan desarrollar soluciones a los desafíos del desarrollo global.
Infraestructura
Invertir en el desarrollo urbano, la agricultura, la energía y las necesidades de transporte en las áreas financiadas por el Banco podría aumentar la tasa de crecimiento económico continuo en esos países y podría ayudar a los proyectos a mantener su impacto dentro del modelo de sostenibilidad.
Educación
El Banco Islámico de Desarrollo brinda apoyo a más de 13.000 estudiantes, con una financiación total de aproximadamente 133,7 millones de dólares estadounidenses. Los objetivos de los programas de becas que ofrece el Banco son lograr la excelencia en la ciencia en los países miembros y en las comunidades musulmanas de los países no miembros. La financiación de los programas de capacitación, formación y educación que se ofrecen a las mujeres y a los jóvenes de las zonas rurales busca mejorar la calidad de vida y ofrecerles oportunidades de empleo, ya que el 90% de los graduados se incorporan a instituciones locales en sus países a su regreso.
Salud
Se trata de una de las áreas prioritarias del Banco Islámico de Desarrollo, ya que se centra en la prestación de servicios de atención sanitaria y la eliminación de barreras financieras para permitir el acceso a los recursos disponibles. El banco también se centra en la prevención y reducción de la propagación de enfermedades infecciosas y no transmisibles.
Ayuda humanitaria
El Banco realiza numerosas inversiones y proyectos de financiación en este ámbito para sus países miembros con el objetivo de mejorar la calidad de vida de 26 de los países más pobres del mundo, que son más vulnerables al cambio climático y a los desastres naturales.
Mujeres y niñas
Se apoyan varias áreas que liberarían a las mujeres, les prestarían servicios en todo el mundo, combatirían la pobreza y promoverían el desarrollo, incluidos programas de educación, salud y salud materna.